# ميلان بيتروفيتش
ميلان بيتروفيتش (بالصربية: Милан Петровић)‏ هو عازف جاز صربي، ولد في 23 سبتمبر 1976 في بلغراد في صربيا.

## وصلات خارجية
- الموقع الرسمي
- ميلان بيتروفيتش على موقع ميوزك برينز (الإنجليزية)